# مارك هاندلي
مارك هاندلي (بالإنجليزية: Mark Handley)‏ هو كاتب مسرحي أمريكي، ولد في 5 مارس 1956 في هوليوود في الولايات المتحدة.

## وصلات خارجية
- مارك هاندلي على موقع IMDb (الإنجليزية)
- مارك هاندلي على موقع قاعدة بيانات الفيلم (الإنجليزية)